# Rozbicie więzienia w Radomiu
Rozbicie więzienia w Radomiu – akcja antykomunistycznego podziemia niepodległościowego przeprowadzona w Radomiu.

## Historia
Władze komunistyczne, w ramach zwalczania opozycji antykomunistycznej, dokonały w 1945 r. na terenie powiatu radomskiego aresztowania szeregu osób. Zostały one osadzone w więzieniu w Radomiu. 
Decyzja o odbiciu aresztowanych zapadła latem, dokonano koncentracji oddziałów podziemia poakowskiego mających przeprowadzić akcję. Udało się skoncentrować sześć oddziałów partyzanckich, dowództwo nad całością akcji objął Stefan Bembiński ps. „Harnaś”, związany z Narodowym Zjednoczeniem Wojskowym. Pozostałymi oddziałami dowodzili: Witold Drozdowski ps. „Lot”, Adam Gomuła ps. „Bej”, Jan Jastrzębski ps. „Pokrzywa”, Zbigniew Halama ps. „Kudojar” oraz Henryk Podkowiński ps. „Ren”. W akcji wzięło udział ok. 120 żołnierzy podziemia.
9 września 1945 r. żołnierze podziemia przystąpili do akcji. Zdobytymi czterema wojskowymi ciężarówkami wjechali do centrum Radomia i zaatakowali budynek więzienia. Przy użyciu materiałów wybuchowych sforsowano bramę i w krótkiej walce pokonano strażników. Za pomocą zdobytych kluczy przystąpiono do otwierania cel, część więźniów sama wyważyła drzwi. Po trzydziestu minutach akcja została zakończona, w jej wyniku uwolniono 292 osoby, w tym sześćdziesięciu represjonowanych żołnierzy WiN, NSZ, AK i NOW. W czasie walki poległo dwunastu żołnierzy podziemia, dwóch żołnierzy Armii Czerwonej, dwóch funkcjonariuszy Milicji Obywatelskiej oraz jeden żołnierz ludowego Wojska Polskiego.

## Upamiętnienie
Historia rozbicia więzienia jest częścią jednej z ekspozycji prezentowanych w Muzeum Historii Radomia.